# Olive Loughnane
Olive Mary Loughnane, irska atletinja, * 14. januar 1976, Cork, Irska.
Nastopila je na poletnih olimpijskih igrah v letih 2000, 2004, 2008 in 2012, najboljšo uvrstitev je dosegla leta 2008 s sedmim mestom v hitri hoji na 20 km. Na svetovnih prvenstvih je v isti disciplini dosegla uspeh kariere z osvojitvijo naslova prvakinje leta 2009.